# Taryn Marler
Taryn Marler (1 de septiembre de 1988) es una actriz australiana.

## Carrera
Taryn es más conocida por su participación en Blue Water High como Rachel Samuels.  Así como también en el cortometraje Car Pool como Chrissy Clapton. 
Conoció a sus coestrellas de Blue Water High Sophie Luck, Lesley Anne Mitchell y Gabrielle Scollay a inicios de 2006. También ha participado en el show de comedia de Rove McManus en un estilo sketch satírico de 'Benny Hill', como una enfermera, en su tours 2008.
También tuvo una breve participación en la segunda temporada de H2O: Just Add Water como Julia, una sirena de 50 años antes del tiempo de la protagonista principal. Reemplazó a Amrita Tarr en esta función.
Taryn fue también incluida en la tercera y última temporada de H2O: Just Add Water, donde caracterizó a Sophie Benjamin, quién está muy implicada en el éxito de su hermano Will (Luke Mitchell) como buzo libre. También causa mucho dolor a las sirenas durante esta temporada y es vista principalmente como de carácter negativo.

## Inicios
Taryn desarrolló su amor por la interpretación a una edad muy joven. Cuando tenía sólo 4 años de edad empezó clases de ballet, tap y jazz, y continuó estas lecciones durante tres años. Luego comenzó clases de arte y se convirtió en una apasionada de la creatividad incluyendo la pintura y el dibujo.
Según fue creciendo se involucró en la iglesia y en las actividades de la escuela, y después de su primera clase de teatro en la escuela cuando tenía 11 años, supo que quería actuar. Cuando tenía 12 años, se unió a una agencia y comenzó a audicionar para diferentes programas de televisión y películas. Fue preseleccionada para interpretar Wendy en la película Peter Pan, pero lamentablemente perdió el papel, por poco.
Taryn continuó sus estudios y se mantuvo audicionando hasta que finalmente en 2005, después de haberse recién graduado de la escuela, ganó el papel de Rachel en Blue Water High segunda temporada, y se trasladó a las playas del norte de Sídney durante los primeros seis meses de 2006 para filmar la popular serie de adolescentes.
Desde entonces ha estado involucrada en cortometrajes y varias otras funciones y papeles, como invitada en una película y en otra serie dramática de la televisión británica Heartbeat. Ella también ha participado en labores humanitarias en la India y espera volver allí, así como a otros países de África. Se interesa por la fotografía, el pelo, el maquillaje y el diseño de moda y en su tiempo libre le gusta ver películas, pintura, jet-ski, monopatín y pasar tiempo con sus amigos.

## Filmografía
| Título                | Tipo         | Personaje                   | Año     |
| --------------------- | ------------ | --------------------------- | ------- |
| The Hamster Snatcher' | Cortometraje | Madeleine                   | 2016    |
| Sea Monsters          | Cortometraje | Sally                       | 2016    |
| H2O: Just Add Water   | Serie TV     | Sophie Benjamin/Julia Dover | 2006-10 |
| In Her Skin           | Película     | Jenny                       | 2009    |
| Blue Water High       | Serie TV     | Rachel Samuels              | 2006    |
| Car Pool              | Cortometraje | Chrissy Clapton             | 2006    |